# Marco Köstler

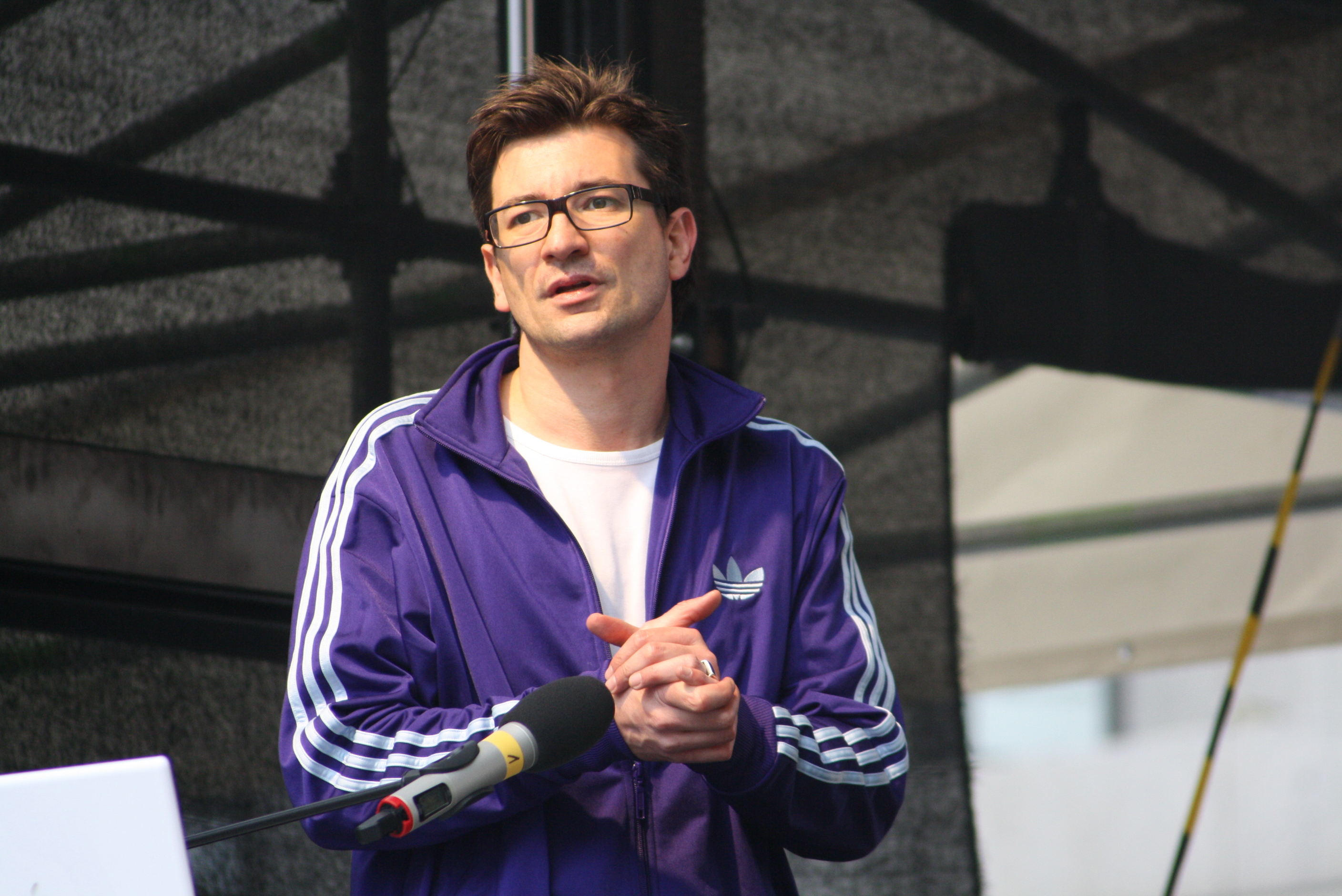
Köstler mit Bürgermeista & Die Gemeinderäte

Marco Köstler (* 12. März 1973) ist ein deutscher Musiker, überwiegend als Keyboarder, Schlagzeuger, Sänger  und Mixer wirkend.
Köstler stammt aus der bayerischen Kleinstadt Waldershof und besuchte später als ehemaliges Chormitglied der Regensburger Domspatzen das Regensburger Musikgymnasium. Er arbeitet heute in Studioprojekten wie z. B. Moodorama und Bands wie Schinderhannes (seit 1997), Groove Suite, Bürgermeista & die Gemeinderäte und King Banana (seit 2009 U-cee & The Royal Family).